# Косагов, Григорий Иванович
Григорий Иванович Косагов (Касагов, Косогов, Касогов, ? — 1701) — русский военачальник, генерал (1680) и думный дворянин (1688).

## Биография

### Происхождение и начало службы
Григорий Иванович родился в семье Ивана Ивановича Косагова, который в 1646 году был головой у «стряпчих и дворян Московских». Точная дата начала службы Григория Ивановича неизвестна, но в 1641 году он был уже стряпчим. Как записано в Записной книге Московского стола: «марта в 22 день государь пожаловал из житья в стряпчие Григория Ивановича сына Косагова».

### Русско-польская война
Во время русско-польской войны 1654—1667 в 1655 году Григорий Иванович был направлен в полк князя Юрия Долгорукова, который входил в Севскую армию князя Алексея Трубецкого. Вскоре Косагов был переведен в Белгородский полк под начало князя Григория Ромодановского, где и проходила его дальнейшая служба. В первый раз Косагов возглавил отряд в 1658 году, во время похода Белгородского полка против гетмана Ивана Выговского. В 1660 году Косагов уже командовал значительным отрядом в 4000 человек.
В 1662 году воевал против войск отложившегося от Москвы гетмана Юрия Хмельницкого, который с помощью крымских татар пытался подчинить себе Левобережье. С небольшими силами рейтар и казаков Косагов нанёс под Кременчугом поражение наказному гетману Хмельницкого и чигиринскому полковнику Ивану Богуну, а затем, соединившись с армией князя Григория Ромодановского, участвовал в победном для русской армии сражении с казаками Богуна и крымскими татарами под Жовнином.
В 1663 году Григорий Иванович был направлен в Запорожскую Сечь, где совместно с атаманом Иваном Серко совершил два успешных похода на Перекоп против крымского хана. В 1664 году вёл бои с польскими войсками Стефана Чарнецкого под Бужином, Корсунем и Смелой. В октябре отряд Касагова был окружён в Медвине, но сумел пробиться в Канев, нанеся противнику значительный урон. В декабре Косагов нанёс поражение отряду правобережных казаков и поляков под Староборьем. В 1666 году участвовал в обороне города Кременчуг от Петра Дорошенко, затем действовал в Запорожье против крымских татар.
В 1666 году Григорий Иванович был пожалован чином стольника.

### Мятеж Брюховецкого
В 1668 году участвовал в подавлении Левобережного восстания запорожских казаков. При осаде Котельвы был ранен из пищали, через полгода в битве под Конотопом в боях с крымскими татарами ранен из лука.

### Восстание Разина
В 1669 году, в знак особого уважения, князь Григорий Ромодановский отправил Косагова в Москву сеунчем (вестник, гонец) с известием о избрании Демьяна Многогрешного гетманом. В 1671 году Григорий Иванович в чине «копейного и рейтарского строя стольника и полковника» был послан на Дон против Степана Разина. С Косаговым выступили 1000 рейтар и 1000 драгун из Севского и Белгородского полков. По дороге Косагов узнал, что Разин уже схвачен и ему поручается доставить Разина в Москву.
Летом 1671 года Григорий Иванович должен был сопровождать дьяка Богданова, который отправлялся на Дон для раздачи жалования верным казакам. Кроме того, Косагов должен был привести казаков к «крестному целованию» царю Алексею Михайловичу. Задача осложнялась тем, что регион был наполнен шайками разинцев. Косагову удалось обеспечить безопасность обоза и привести казаков к присяге. Потери отряда Косагова составили всего 3 человека убитыми. В награду Косагова назначили на воеводство в Саранск.

### Война с Турцией
Возможно, затем руководил строительством русских кораблей под Воронежем. В 1673 году на этих судах к Азову был отправлен отряд, состоявший из двух солдатских полков и восьми стрелецких приказов. Командовали отрядом воевода Иван Хитрово и Григорий Косагов. Осада Азова оказалась неудачной. Отряд Хитрово и Косагова должен был быть авангардом, но оказался единственной действующей армией под Азовом. Из-за малолюдства блокировать Азов не удалось и пришлось отступить. В 1674 году Косагов предпринял попытку на судах выйти в Азовское море. Флотилия в 25 судов пыталась водным путём обойти кочевавших крымских татар, но у мыса Кезагор стоял сильный турецкий галерный флот, и Косагов решил повернуть назад. В октябре того же года Григория Ивановича отозвали в Москву.
В 1676 году Косагов был в составе армии князя Григория Ромодановского, которая собиралась в Курске для похода на Чигирин. Из-за обоза и артиллерии армия Ромодановского продвигалась очень медленно, а ситуация требовала быстроты — необходимо было разбить Петра Дорошенко до того, как турки смогут обеспечить ему помощь. За 100 верст от Днепра князь выделил 15-тысячный корпус, который должен был скорым маршем идти к Чигирину. Командовать корпусом было поручено Григорию Косагову, хотя Косагов в это время был только полковником. С корпусом отправились три полка казаков под командой генерального бунчужного Леонтия Полуботка. Переправившись через Днепр, Косагов разбил войска Дорошенко и запер его в крепости. 19 сентября 1676 года гетман Пётр Дорошенко открыл ворота города и сдался.
В 1677 году Турция, которая заключила мир с Речью Посполитой, смогла выдвинуть к Чигирину 60-тысячную армию. 3 августа 1677 года турки осадили Чигирин. 25 августа русская армия подошла к Днепру и начала переправу возле Бужина. Командовавший турками Ибрагим-паша приказал усилить обстрел Чигирина, а основные силы выдвинул к бужинской переправе. 28 августа турецкие войска встретились с 15-тысячным корпусом Григория Косагова, который прикрывал переправу. Косагов принял бой с превосходящими силами противника. В результате ожесточённого сражения победа осталась за русскими войсками. Среди погибших оказались сын крымского хана, несколько сыновей турецкого паши, высшие турецкие офицеры и татарская знать. Это сражение решило исход осады. 29 августа турки отступили от Чигирина, оставив обоз и артиллерию. За победу в бою под Бужином Григорий Косагов был пожалован чином генерал-майора.
В феврале 1679 г. Косагов, вместе с малороссийскими казаками, участвовал в отражении набега крымского нуррадин-султана Сафа Гирея на Левобережье. После ухода крымских татар с Украины, левобережный гетман И.С. Самойлович отправил на правый берег Днепра своего сына Семена с сильным отрядом (более 10 тыс. казаков) и приказом разорить всю местность вдоль Днепра, чтобы лишить Ю.Б. Хмельницкого и турецко-татарскую армию базы для новых нападений на Левобережье. Все селения сжигались, а население переселялось на другой берег Днепра (см. также Великий сгон). В составе одного из таких отрядов был и Г.И. Косагов со своими царскими ратными людьми, в частности, они взяли и разорили Жаботин. 5 марта С.И. Самойлович, разорив всю местность между Ржищевым и Чигирином ("хаты, и мельницы, и всякое заводившееся строение, и самые церкви – все было предано огню. Всех людей погнали за Днепр с семьями и пожитками"),  вернулся на левый берег. За успешные действия в кампанию 1678 г. и в феврале-марте 1679 г. Косагов 18 марта 1679 г. был произведен в чин генерал-поручика. 
В 1680 году Г. И. Косагов получил звание генерала.

### Строительство оборонительных линий
В 1670-х годах русское правительство пришло к убеждению о необходимости строительства на Юге новых оборонительных линий против набегов крымских татар. Работы предполагалось вести силами войск, расквартированных в районе, в том числе и силами ратников Косагова. Ознакомившись с ситуацией, Григорий Иванович пришел к убеждению о необходимости пересмотра генерального плана строительства и переноса линии укреплений за реку Мжу, что обеспечивало охват больших территорий. По плану Косагова, оборонительная линия перекрывала знаменитый Муравский шлях, блокируя проходы к уездам Белгородского разряда.
За время строительства Косагов построил несколько укрепленных городков на линии, а также на свои деньги построил 13 саженей оборонительной линии. С 1681 года Григорий Иванович руководил строительством городка Изюм, который должен был стать одним из центров обороны Изюмской черты. Решение о строительстве города было принято по инициативе генерала, который за собственный счет построил одну из башен крепости. В июне 1682 года Косагов был отозван в Москву.

### Регентство царевны Софьи
Регентство царевны Софьи стало вершиной карьеры генерала Косагова, который оказался в ближнем окружении князя Василия Голицына. Генерал участвовал в Крымских походах 1687 и 1689 годов. При этом после первого похода Косагову, поставленному во главе 6-тысячного корпуса, пришлось столкнуться с масштабным бунтом солдат и нижних чинов, недовольных условиями службы. Корпусу предписывалось укрепиться на зиму в Каменном затоне в нижнем течении Днепра, но солдаты, угрожая Косагову, самовольно ушли в Путивль, после чего там было проведено разбирательство. Однако правительство в итоге не стало чересчур строго карать бунтовщиков и вместо оставления на зимовку крупных контингентов в малопригодных условиях сделало ставку на возведение там полноценных крепостей.
В 1688 году Косагов вёл бои против крымских татар, руководил постройкой крепости Новобогородицкой на реке Самаре и был первым её комендантом. В 1689 году осаждал турецкий городок Горбатик, разгромил турецко-татарский отряд.
В январе 1688 года Косагов получил чин думного дворянина, что давало право участвовать в заседаниях Боярской думы. Пожалование состоялось в период напряжённой борьбы за влияние в думе между Милославскими и Нарышкиными, и назначение Косагова в думу преследовало цель усилить позиции князя Голицына и партии Милославских в этой борьбе.
После падения князя Василия Голицына Косагов практически не пострадал и был оставлен в прежней должности. В 1692 году Григорий Иванович был назначен на воеводство в Путивль. На этом карьера генерала закончилась.